# 載貨重量トン数

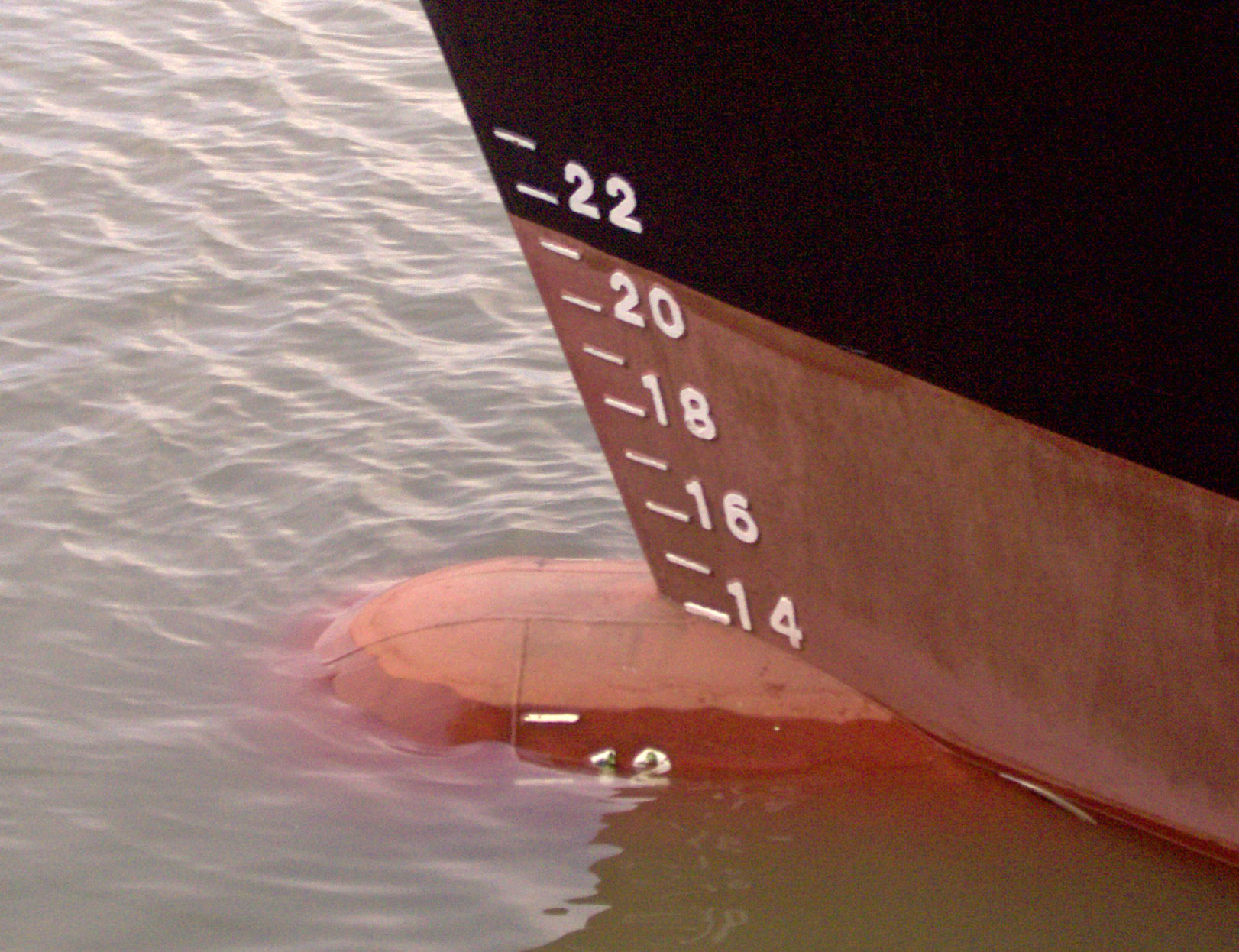
積載量が大きいほど、喫水は深くなる。DWTの最大値は船が安全に航行できる積載量を示す。

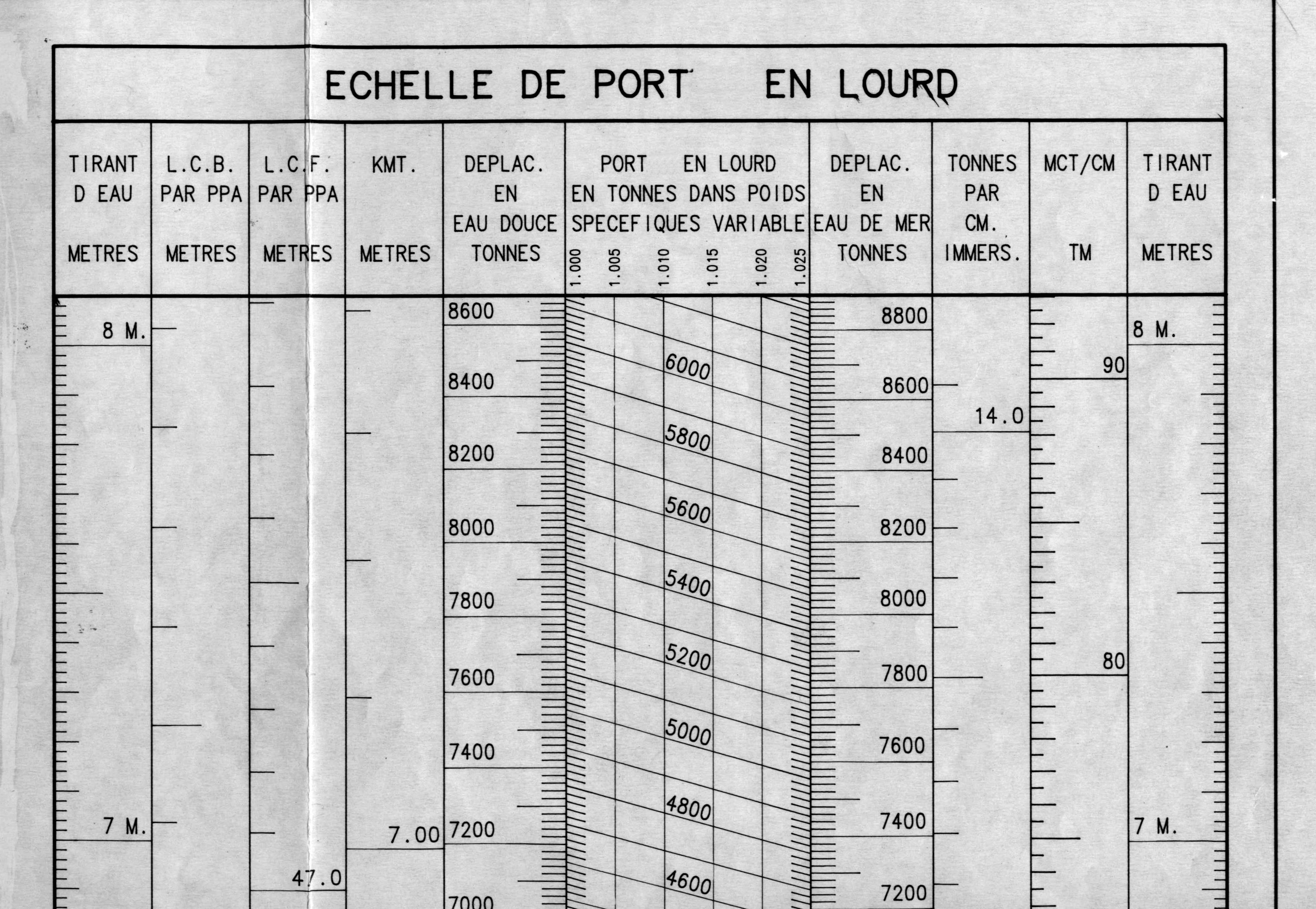
載貨重量トン数6,000トン用の目盛

載貨重量トン数（さいかじゅうりょうトンすう、英語: Deadweight tonnage、以下DWTと表記）は航行中の船の積載量や安全に航行できる積載量を表す単位 。船自体の重さは含まれず、貨物や燃料、淡水（真水）、バラスト水、食料、乗客、乗員などの総重量を示す。
満載時には喫水線が水面の高さになることから、DWTは船の最大積載量を示す際に用いられるが、貨物を満載していない場合には実際の積載量を示す。

## 定義
載貨重量トン数は船の最大積載量を示すが、船自体の重さは含まない。船自体の重さを含める排水量や、容積・積載量を表すその他の測定量（例：総トン数、純トン数）などと混同してはならない。
載貨重量トン数は長年ロングトンで表してきたが、現在はトン（メトリックトン）で表すのが主流である。海上における人命の安全のための国際条約やマルポール条約（国際海洋汚染防止条約）など現代の海運に関する国際条約では、載貨重量 (deadweight) は比重1.025の水（海水の平均密度に相当）に船を浮かべた時の夏期満載喫水に対応する満載排水量と軽荷排水量との差と明確に定義されている。